# 下白瀧信號場

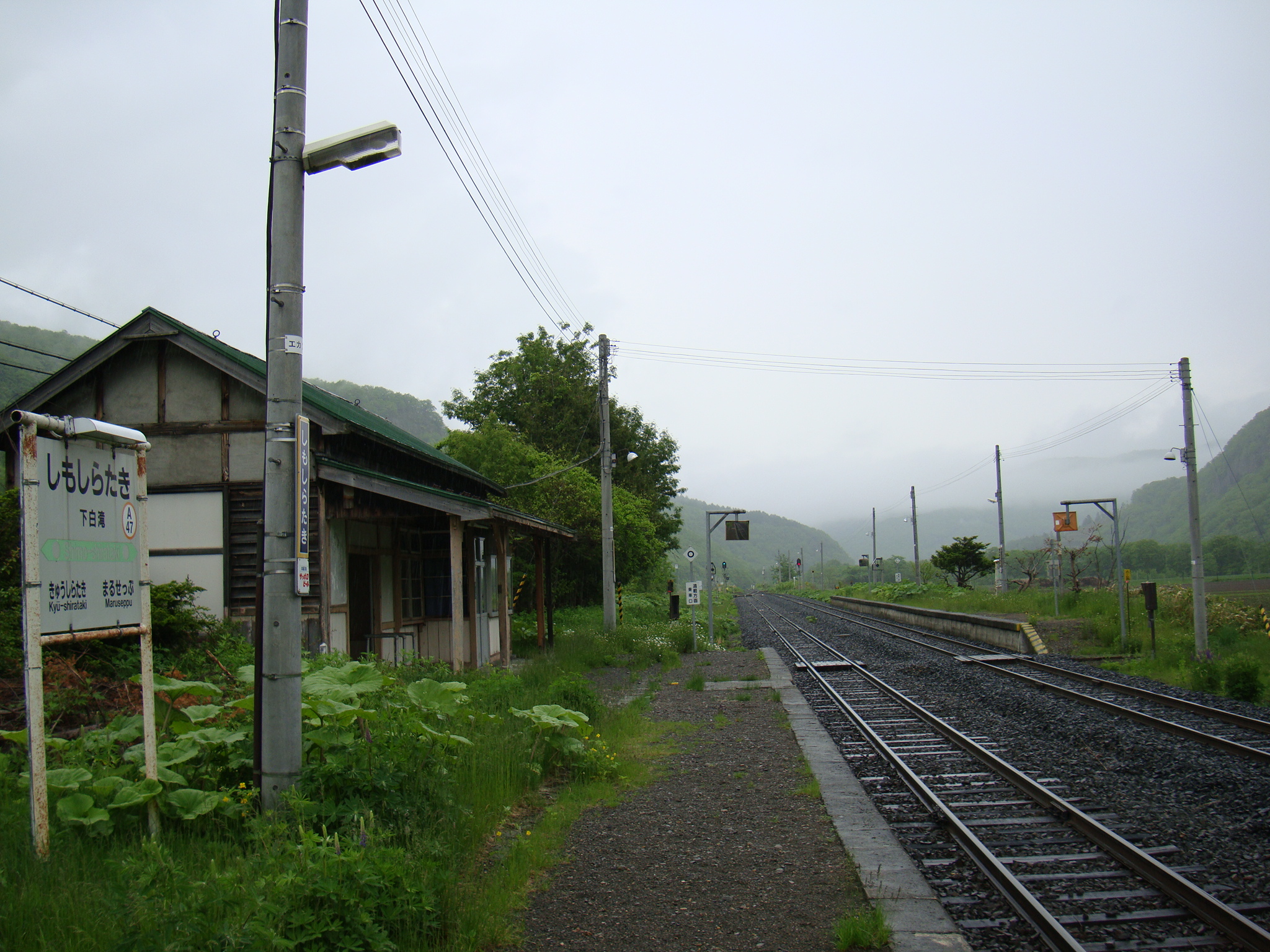
月台

下白瀧信號場（日语：／ Shimo-shirataki shingōjyo */?）位於北海道紋別郡遠輕町，是北海道旅客鐵道（JR北海道）石北本線的信號場。停靠班次稀少，為公認的祕境車站，有部分普通列車甚至不停靠。2016年3月26日起因客量稀少而遭廢站，降格為信號場。

## 廢站前車站構造
相對式月台2面2線的地上站。其中2號線兩側均設有出發號誌機與停止位置標誌，可供下行列車會車。無人車站，由遠輕站管理。
廢站前只提供早上一班下行由上川直通往網走的普通列車（但要在遠輕停車近50分鐘），以及下午三班上行往白瀧及旭川的班次。

## 車站周邊
附近為農莊。
- 國道333號
- 村名由來的瀧（瀑布）
- 湧別川

## 歷史
- 1929年（昭和4年）8月12日 - 設立。
- 1974年（昭和49年）10月1日 - 廢止貨物業務。
- 1983年（昭和58年）1月10日 - 廢止行李業務。CTC導入後無人化。
- 1987年（昭和62年）4月1日 - 國鐵分割民營化後成為北海道旅客鐵道（JR北海道）轄下的車站。
- 2016年（平成28年）3月26日 - 因使用者減少廢止車站[1]。

## 相鄰車站
北海道旅客鐵道（JR北海道）
■石北本線
白瀧（A45）－（下白瀧信號場）－丸瀨布（A48）
- 與白瀧站之間一度存在舊白瀧站（2016年3月26日廢站）。

## 相關項目
- 石北本線
- 日本鐵路車站列表

## 外部連結
- （日語）下白瀧車站（JR北海道）
- （日語）全驛參觀之旅（页面存档备份，存于）